# تايزلت (سيدي بدهاج)
تايزلت هي إحدى مشيخات المملكة المغربية، تتبع جغرافيا لإقليم الحوز وإداريًا لسيدي بدهاج. يقدر عدد سكانها بـ 1961 نسمة حسب الإحصاء الرسمي للسكان والسكنى لسنة 2004.